# Паєвський Іван
Іван Паєвський — український художник кінця 17 століття. Найвідомішим творм Паєвського є «Портрет дружини новгород-сіверського сотника Євдокії Жоравко з трьома дітьми», написаний 1697 року. Вважають, що пензлю Паєвського належить портрет архімандрита Новгород-Сіверського манастиря Михайла Лежайського, написаний 1696 року. Твори Паєвського зберігалися в Чернігівському історичному музеї, 1941 року під час Другої Світової війни загинули.
Збереглася копія портрету Євдокії Жоравко.